# Hommel
Hommel lautet die nach dem Herausgeber Günter Hommel (1925–2009) geprägte Kurzbezeichnung des Handbuchs der gefährlichen Güter des wissenschaftlichen Springer-Verlags.
Im „Hommel“ werden rund 4100 Chemikalien erfasst und nach einem einheitlichen Muster auf Merkblättern die Gefahren, die Handhabung und Verhaltensregeln bei Freisetzung beschrieben. Die Merkblätter sind als Loseblattsammlung sowie auf Datenträger lieferbar. Das Gesamtwerk wird laufend aktualisiert.
Anhand des sogenannten „Gefahrendiamanten“, eines Symbols, das sich auf jedem Merkblatt findet, ist es möglich, einen schnellen, groben Überblick über die Feuergefahr, Gesundheitsgefahr und die Reaktionsgefahr eines jeden gelisteten Stoffes zu erhalten. Ferner ist anhand eines Symbols erkennbar, ob der Stoff in gefährlicher Weise mit Wasser reagiert. Anhand des Hazchem-Codes ist relativ schnell und einfach erkennbar, welche Schutzstufe bei der Schutzbekleidung notwendig ist und ob der Stoff eher eingedeicht oder verdünnt werden sollte. Farblich unterteilt findet man auf dem Stoffmerkblatt in roter Farbe die Hinweise für die Brandbekämpfung. In blauer Farbe findet man Hinweise für den behandelnden (Not-)Arzt.
Ursprünglich wurde das Werk zur Verwendung bei der Wasserschutzpolizei erstellt. Inzwischen gehört es jedoch zur Standardbeladung der Gerätewagen Gefahrgut (GW-G) der Feuerwehren.
Alternative Informationsquellen zu Gefahrstoffen sind: ERI-Cards, Gefahrstoffschlüssel, MEMPLEX, Chemis sowie die GGDAT.

## Aufbau
Das gedruckte Werk besteht aus 10 Bänden:
- Band 1: Merkblätter 1–414
- Band 2: Merkblätter 415–802
- Band 3: Merkblätter 803–1205
- Band 4: Merkblätter 1206–1612
- Band 5: Merkblätter 1613–2071
- Band 6: Merkblätter 2072–2502
- Band 7: Merkblätter 2503–2966
- Band 8: Merkblätter 2967–3331
- Band 9: Merkblätter 3332–3734
- Band 10: Merkblätter 3735–4135

Hinzu kommen Gruppenmerkblätter, Erläuterungen, Synonymlisten und eine Beschreibung der Transport- und Gefahrenklassen. Außerdem sind die Daten elektronisch als Einzelplatz- und Netzwerkversion verfügbar.

## Autoren
- Herbert F. Bender, vormals Sicherheitschemiker bei der BASF, Ludwigshafen
- Herbert Desel, Bundesinstitut für Risikobewertung, Vergiftungs- und Produktdokumentation, Berlin
- Ursula Gundert-Remy, Gastprofessorin, Institut für Klinische Pharmakologie und Toxikologie, Charité, Berlin
- Jörg Holzhäuser, Innenministerium Rheinland-Pfalz, Mainz
- Petra Holzhäuser, Gefahrgutberatung, Altendiez
- Klaus Kersting, BG Bau – Berufsgenossenschaft der Bauwirtschaft, Frankfurt am Main
- Mario König, vormals Oberbrandrat bei der Feuerwehr Mannheim, Mannheim
- Monika Nendza, Analytisches Laboratorium AL-Luhnstedt, Luhnstedt
- Tobias Schulte, Otto Brandes GmbH, Hamburg